# Герб Калинівки (Фастівський район)
Герб Кали́нівки — офіційний символ селища Калинівка Фастівського району Київської області. Затверджений рішенням сесії Калинівської ради від 13 серпня 2007 року. Герб є промовистим.

## Опис
Гербовий щит чотирикутної форми з півколом в основі, розтятий і перетятий.
У верхньому лівому полі золотого кольору — два кетяги калини з червоними ягодами і зеленим листком, розташовані дзеркально. У верхньому правому полі синього кольору — залізничний знак (ключ та молоток).
У нижньому полі зеленого кольору — золоте зображення церкви з трьома куполами.
Щит облямований декоративним картушем, виконаним у зеленому та золотому кольорах. Він увінчаний срібною міською короною. Під картушем — вигнута вниз золота стрічка із зеленим написом «КАЛИНІВКА».

## Значення символіки
Поєднання синього та жовтого кольорів на щиті вказують на приналежність до української держави. Зелений колір означає достаток і символізує поле. 
Кетяг калини символізує назву селища. 
Залізничний знак (ключ та молот) вказує на основну причину заснування селища — залізничну станцію. 
Церква на гербі є символом духовності й пам'яті про давню приналежність калинівських земель Печерській Лаврі. 